# Danske rekorder i svømning
Dette er en liste over danske rekorder i svømning, som ratificeres af Dansk Svømmeunion. Alle rekorder blev opnået i finaler, hvis ikki andet er angivet.

## Langbane (50 m)

### Mænd
| Konkurrence            | Tid      |       | Navn | Klub                | Dato           | Stævne                      | Sted               | Ref   |
| ---------------------- | -------- | ----- | --- | ------------------- | -------------- | --------------------------- | ------------------ | ----- |
| 50m fri                | 22,36    | sf    | Jakob Andkjær                                                                                              | Vallensbæk IF       | 11. april 2009 | DM                          | Esbjerg, Danmark   |       |
| 100m fri               | 49,06    | r     | Jakob Andkjær                                                                                              | Vallensbæk IF       | 7. juli 2007   | DM                          | Aarhus, Danmark    |       |
| 200m fri               | 1:46,94  | r     | Mads Glæsner                                                                                               | Sigma Nordsjælland  | 9. apr 2009    | DM                          | Esbjerg, Danmark   |       |
| 400m fri               | 3:44,40  | NR    | Mads Glæsner                                                                                               | Sigma Nordsjælland  | 26. jul 2009   | VM i svømning               | Rom, Italien       |       |
| 800m fri               | 7:48,74  | h     | Anton Ørskov Ipsen                                                                                         | Sigma Nordsjælland  | 23. juli 2019  | VM                          | Gwangju, Sydkorea  | [ 1 ] |
| 1500m fri              | 14:47,75 | h     | Alexander Aslak Nørgaard                                                                                   | Sigma Swim Birkerød | 27. juli 2019  | VM                          | Gwangju, Sydkorea  | [ 2 ] |
| 50m ryg                | 25,43    | NR    | Magnus Jákupsson                                                                                           | Farum Svømmeklub    | 15. april 2016 | Danish Open                 | Bellahøj, Danmark  | [ 3 ] |
| 100m ryg               | 54,41    | h, NR | Mathias Gydesen                                                                                            | Sigma Nordsjælland  | 31. marts 2012 | Indianapolis Grand Prix     | Indianapolis, USA  | [ 4 ] |
| 200m ryg               | 2:01,37  | h     | Mathias Gydesen                                                                                            | Sigma Nordsjælland  | 23. juli 2011  | Canada Summer Championships | Canada             |       |
| 50m bryst              | 27,08    | sf    | Tobias Bjerg                                                                                               | AGF svømning        | 23. juli 2019  | VM                          | Gwangju, Sydkorea  | [ 5 ] |
| 100m bryst             | 1:02,41  | h     | Chris Boe Christensen                                                                                      | West Swim Esbjerg   | 26. jul 2009   | VM                          | Rom, Italien       |       |
| 200m bryst             | 2:11,41  | h     | Chris Boe Christensen                                                                                      | West Swim Esbjerg   | 30. jul 2009   | VM                          | Rom, Italien       |       |
| 50m butterfly          | 22,93    | NR    | Jakob Andkjær                                                                                              | Vallensbæk IF       | 27. jul 2009   | VM                          | Rom, Italien       |       |
| 100m butterfly         | 52,09    | sf    | Jakob Andkjær                                                                                              | Vallensbæk IF       | 10. apr 2009   | DM                          | Esbjerg, Danmark   |       |
| 200m butterfly         | 1:54,47  | NR    | Viktor Bromer                                                                                              | Aalborg SK          | 4. august 2015 | VM                          | Kazan, Rusland     | [ 6 ] |
| 200m individuel medley | 2:01,62  | h     | Chris Boe Christensen                                                                                      | West Swim Esbjerg   | 29. jul 2009   | VM                          | Rom, Italien       |       |
| 400m individuel medley | 4:16,78  | h     | Chris Boe Christensen                                                                                      | West Swim Esbjerg   | 2. aug 2009    | VM                          | Rom, Italien       |       |
| 4×100m fri hold        | 3:22,78  |       | - (51,80)Magnus Westermann - (50,00)Daniel Steen Andersen - (51,14)Anton Bromer - (49,84)Morten Bak Hansen | Danmark             | 10. juli 2013  | EJM                         | Poznań, Polen      |       |
| 4×200m fri hold        | 7:13,72  | h, NR | - (1:48,71)Daniel Skaaning - (1:49,72)Magnus Westermann - (1:48,55)Søren Dahl - (1:46,74)Anders Lie        | Danmark             | 7. august 2015 | VM                          | Kazan, Rusland     | [ 7 ] |
| 4×100m medley hold     | 3:41,37  | h     | - (56,40)Mathias Gydesen - (1:02,02)Chris Christensen - (53,98)Anders Frahm - (48,97)Jakob Andkjær         | Danmark             | 24. marts 2008 | EM                          | Eindhoven, Holland |       |

### Kvinder
| Konkurrence            | Tid      |        | Navn | Klub              | Dato            | Stævne       | Sted                          | Ref    |
| ---------------------- | -------- | ------ | --- | ----------------- | --------------- | ------------ | ----------------------------- | ------ |
| 50m fri                | 24,40    |        | Jeanette Ottesen | SK Kvik Kastrup   | 11. juni 2014   | Mare Nostrum | Canet-en-Roussillon, Frankrig | [ 8 ]  |
| 100m fri               | 53,41    | sf     | Jeanette Ottesen | SK Kvik Kastrup   | 30. jul 2009    | VM           | Rom, Italien                  |        |
| 200m fri               | 1:57,61  | r      | Julie Hjorth-Hansen                                                                                                   | Birkerød SK       | 30. jul 2009    | VM           | Rom, Italien                  |        |
| 400m fri               | 4:03,98  | NR     | Lotte Friis | Allerød SK        | 29. juli 2012   | OL           | London, Storbritannien        | [ 9 ]  |
| 800m fri               | 8:15,92  | NR     | Lotte Friis | Allerød SK        | 1. aug 2009     | VM           | Rom, Italien                  | [ 10 ] |
| 1500m fri              | 15:38,88 | ER, NR | Lotte Friis | Allerød SK        | 30. juli 2013   | VM           | Barcelona, Spanien            | [ 11 ] |
| 50m ryg                | 27,63    | sf, NR | Mie Nielsen | Aalborg SC        | 5. august 2015  | VM           | Kazan, Rusland                | [ 12 ] |
| 100m ryg               | 58,84    | sf, NR | Mie Nielsen | Danmark           | 3. august 2015  | VM           | Kazan, Rusland                | [ 13 ] |
| 200m ryg               | 2:10,27  | h, NR  | Pernille Jessing Larsen                                                                                               | AGF               | 31. jul 2009    | VM           | Rom, Italien                  | [ 14 ] |
| 50m bryst              | 30,57    | sf     | Rikke Møller Pedersen                                                                                                 | Frem Odense       | 3. august 2013  | VM           | Barcelona, Spanien            | [ 15 ] |
| 100m bryst             | 1:05,93  | NR     | Rikke Møller Pedersen                                                                                                 | Frem Odense       | 30. juli 2013   | VM           | Barcelona, Spanien            | [ 16 ] |
| 200m bryst             | 2:19,11  | sf, WR | Rikke Møller Pedersen                                                                                                 | Frem Odense       | 1. august 2013  | VM           | Barcelona, Spanien            | [ 17 ] |
| 50m butterfly          | 25,24    |        | Jeanette Ottesen | SK Kvik Kastrup   | 3. august 2013  | VM           | Barcelona, Spanien            | [ 18 ] |
| 100m butterfly         | 56,51    |        | Jeanette Ottesen | SK Kvik Kastrup   | 22. august 2014 | EM           | Berlin, Tyskland              | [ 19 ] |
| 200m butterfly         | 2:07,44  | sf, NR | Micha Østergaard | West Swim Esbjerg | 29. jul 2009    | VM           | Rom, Italien                  |        |
| 200m individuel medley | 2:09,73  | NR     | Julie Hjorth-Hansen                                                                                                   | Birkerød SK       | 27. jul 2009    | VM           | Rom, Italien                  | [ 20 ] |
| 400m individuel medley | 4:38,20  | h, NR  | Julie Hjorth-Hansen                                                                                                   | Birkerød SK       | 2. aug 2009     | VM           | Rom, Italien                  | [ 21 ] |
| 4×100m fri hold        | 3:37,45  |        | - (54,52)Pernille Blume - (54,04)Mie Nielsen - (55,72)Lotte Friis - (53,24)Jeanette Ottesen                           | Danmark           | 28. juli 2012   | OL           | London, Storbritannien        | [ 22 ] |
| 4×200m fri hold        | 7:55,56  | h      | - (1:57,61)Julie Hjorth-Hansen - (1:59,29)Micha Østergaard Jensen - (1:59,74)Louise Mai Jansen - (1:58,92)Lotte Friis | Danmark           | 30. juli 2009   | VM           | Rom, Italien                  |        |
| 4×100m medley hold     | 3:55,62  | NR     | - (1:00,37)Mie Nielsen - (1:06,07)Rikke Møller Pedersen - (56,15)Jeanette Ottesen - (53,03)Pernille Blume             | Danmark           | 24. august 2014 | EM           | Berlin, Tyskland              | [ 23 ] |

## Kortbane (25 m)

### Mænd
| Konkurrence            | Tid      |       | Navn | Klub                | Dato              | Stævne                | Sted                              | Ref    |
| ---------------------- | -------- | ----- | --- | ------------------- | ----------------- | --------------------- | --------------------------------- | ------ |
| 50m fri                | 21.48    | h     | Jakob Andkjær | Vallensbæk IF       | 10. dec 2009      | EM                    | Istanbul, Tyrkiet                 | [ 24 ] |
| 100m fri               | 47.09    |       | Frederik Lentz | Gladsaxe svømmeklub | 16. dec 2022      | DM på kortbane, Vejle | Vejle, Danmark                    |        |
| 200m fri               | 1:43.77  | h, NR | Mads Glæsner | Sigma Nordsjælland  | 15. nov 2009      | World Cup             | Berlin, Tyskland                  | [ 25 ] |
| 400m fri               | 3:37.75  |       | Mads Glæsner | Sigma Nordsjælland  | 14. nov 2009      | World Cup             | Berlin, Tyskland                  | [ 26 ] |
| 800m fri               | 7:41.51+ | NR    | Mads Glæsner | Sigma Nordsjælland  | 19. december 2010 | VM                    | Dubai, Forenede Arabiske Emirater | [ 27 ] |
| 1500m fri              | 14:26.74 |       | Mads Glæsner | Sigma Nordsjælland  | 12. dec 2009      | EM                    | Istanbul, Tyrkiet                 | [ 28 ] |
| 50m ryg                | 23.84    | sf    | Magnus Jákupsson | Danmark             | 6. december 2015  | EM                    | Netanya, Israel                   | [ 29 ] |
| 100m ryg               | 52.94    | r     | Jakob Andersen | West Swim Esbjerg   | 23. maj 2004      | Danish Swim Cup       | Esbjerg, Danmark                  |        |
| 200m ryg               | 1:52.51  |       | Anders Jensen | -                   | 18. april 2009    | DM-H Svømmeligaen     | Kastrup, Danmark                  |        |
| 50m bryst              | 28.06    |       | Kristian Outinen | Lyngby SK           | 26. okt 2008      | DM                    | Kolding, Danmark                  |        |
| 100m bryst             | 58.93    |       | Simon Panduro | Allerød SIGMA       | 4. maj 2009       | DM-hold               | Kastrup, Danmark                  |        |
| 200m bryst             | 2:05.38  | h, NR | Chris Christensen | West Swim Esbjerg   | 13. dec 2009      | EM                    | Istanbul, Tyrkiet                 | [ 30 ] |
| 50m butterfly          | 22.79    | h, NR | Jakob Andkjær | Vallenbæk IF        | 13. dec 2009      | EM                    | Istanbul, Tyrkiet                 | [ 31 ] |
| 100m butterfly         | 51.83    | h     | Viktor Bromer | Danmark             | 4. december 2014  | VM                    | Doha, Qatar                       | [ 32 ] |
| 200m butterfly         | 1:51.62  | NR    | Viktor Bromer | Danmark             | 6. december 2015  | EM                    | Netanya, Israel                   | [ 33 ] |
| 100m individuel medley | 53.38    |       | Daniel Skaaning | Danmark             | 15. december 2013 | EM                    | Herning, Danmark                  | [ 34 ] |
| 200m individuel medley | 1:55.62  | h     | Chris Christensen | -                   | 10. dec 2009      | EM                    | Istanbul, Tyrkiet                 | [ 35 ] |
| 400m individuel medley | 4:06.51  |       | Chris Christensen | Danmark             | 23. november 2012 | EM                    | Chartres, Frankrig                | [ 36 ] |
| 4×50m fri hold         | 1:28.57  |       | - (22.57)Daniel Skaaning - (22.07)Andreas Schiellerup - (22.17)Daniel Steen Andersen - (21.76)Anders Lie                | Danmark             | 25. november 2012 | EM                    | Chartres, Frankrig                | [ 37 ] |
| 4×100m fri hold        | 3:15.42  |       | - (48.32)Jakob Andkjaer - (48.55)Daniel Skaaning - (49.82)Morten Klarskov - (48.73)Soren Dahl                           | VAT Copenhagen      | 24. november 2011 | DM                    | Thisted, Danmark                  | [ 38 ] |
| 4×200m fri hold        | 6:58.65  | h, NR | - (1:45.47)Daniel Skaaning - (1:45.62)Frederik Siem Pedersen - (1:44.43)Frans Johannessen - (1:43.13)Anders Lie Nielsen | Danmark             | 4. december 2014  | VM                    | Doha, Qatar                       | [ 39 ] |
| 4×50m medley hold      | 1:36.92  |       | - (24.47)Andreas Schiellerup - (27.09)Chris Christensen - (23.49)Daniel Steen Andersen - (21.87)Daniel Skaaning         | Danmark             | 22. november 2012 | EM                    | Chartres, Frankrig                | [ 40 ] |
| 4×100m medley hold     | 3:33.67  |       | | West Swim Esbjerg   | 25. okt 2009      | DM                    | Odense, Danmark                   |        |

### Kvinder
| Konkurrence            | Tid      |        | Navn | Klub            | Dato              | Stævne                  | Sted              | Ref           |
| ---------------------- | -------- | ------ | --- | --------------- | ----------------- | ----------------------- | ----------------- | ------------- |
| 50m fri                | 23.49    |        | Jeanette Ottesen                                                                                            | SK Kvik Kastrup | 12. december 2015 | Duel in the Pool        | Indianapolis, USA | [ 41 ]        |
| 100m fri               | 51.91    | r      | Jeanette Ottesen                                                                                            | SK Kvik Kastrup | 5. december 2014  | VM                      | Doha, Qatar       | [ 42 ]        |
| 200m fri               | 1:55.07  |        | Mie Ø. Nielsen                                                                                              | Aalborg         | 26. oktober 2013  | Vestdanske Mesterskaber | Aarhus, Danmark   | [ 43 ]        |
| 400m fri               | 3:58.02  | NR     | Lotte Friis                                                                                                 | Allerød SK      | 10. december 2011 | EM                      | Szczecin, Polen   | [ 44 ] [ 45 ] |
| 800m fri               | 8:04.61  | NR     | Lotte Friis                                                                                                 | Allerød SK      | 14. nov 2009      | World Cup               | Berlin, Tyskland  | [ 46 ]        |
| 1500m fri              | 15:28.65 | NR     | Lotte Friis                                                                                                 | Allerød SK      | 28. november 2009 | DM-hold                 | Birkerød, Danmark | [ 47 ]        |
| 50m ryg                | 26.39    | r, NR  | Mie Ø. Nielsen                                                                                              | Aalborg         | 5. december 2014  | VM                      | Doha, Qatar       | [ 48 ]        |
| 100m ryg               | 55.99    | NR     | Mie Ø. Nielsen                                                                                              | Aalborg         | 13. december 2013 | EM                      | Herning, Danmark  | [ 49 ]        |
| 200m ryg               | 2:03.50  |        | Pernille Jessing Larsen                                                                                     | SK Frem Odense  | 13. dec 2009      | EM                      | Istanbul, Tyrkiet | [ 50 ]        |
| 50m bryst              | 30.00    |        | Rikke Møller Pedersen                                                                                       | Frem Odense     | 13. december 2012 | VM                      | Istanbul, Tyrkiet | [ 51 ]        |
| 100m bryst             | 1:03.74  | NR     | Rikke Møller Pedersen                                                                                       | Frem Odense     | 10. august 2013   | World Cup               | Berlin, Tyskland  | [ 52 ]        |
| 200m bryst             | 2:15.21  | ER, NR | Rikke Møller Pedersen                                                                                       | Frem Odense     | 13. december 2013 | EM                      | Herning, Danmark  | [ 53 ]        |
| 50m butterfly          | 24.71    |        | Jeanette Ottesen                                                                                            | SK Kvik Kastrup | 5. december 2014  | VM                      | Doha, Qatar       | [ 54 ]        |
| 100m butterfly         | 55.10    |        | Jeanette Ottesen                                                                                            | SK Kvik Kastrup | 11. december 2015 | Duel in the Pool        | Indianapolis, USA | [ 55 ]        |
| 200m butterfly         | 2:04.98  |        | Micha Østergaard                                                                                            | -               | 15. nov 2009      | World Cup               | Berlin, Tyskland  | [ 56 ]        |
| 100m individuel medley | 59.53    |        | Jeanette Ottesen                                                                                            | SK Kvik Kastrup | 25. okt 2009      | DM                      | Odense, Danmark   |               |
| 200m individuel medley | 2:07.08  |        | Julie Hjorth-Hansen                                                                                         | Sigma/Birkerød  | 18. apr 2009      | DM-H Svømmeligaen       | Kastrup, Danmark  |               |
| 400m individuel medley | 4:32.39  | NR     | Julie Hjorth-Hansen                                                                                         | Sigma/Birkerød  | 18. apr 2009      | DM-H Svømmeligaen       | Kastrup, Danmark  |               |
| 4×50m fri hold         | 1:35.48  |        | - (23.73)Jeanette Ottesen - (24.30)Julie Larsen Levisen - (23.49)Mie Ø. Nielsen - (23.96)Pernille Blume     | Danmark         | 7. december 2014  | VM                      | Doha, Qatar       | [ 57 ]        |
| 4×100m fri hold        | 3:29.86  | NR     | - (51.91)Jeanette Ottesen - (53.26)Julie Larsen Levisen - (52.03)Mie Ø. Nielsen - (52.66)Pernille Blume     | Danmark         | 5. december 2014  | VM                      | Doha, Qatar       | [ 42 ]        |
| 4×200m fri hold        | 7:47.04  |        | - (1:55.93)Lotte Friis - (1:56.81)Pernille Blume - (2:00.57)Katrine Holm Sørensen - (1:53.73)Mie Ø. Nielsen | Danmark         | 12. december 2012 | VM                      | Istanbul, Tyrkiet | [ 58 ]        |
| 4×50m medley hold      | 1:44.04  | WR     | - (26.39)Mie Ø. Nielsen - (29.56)Rikke Møller Pedersen - (24.09)Jeanette Ottesen - (24.00)Pernille Blume    | Danmark         | 5. december 2014  | VM                      | Doha, Qatar       | [ 59 ]        |
| 4×100m medley hold     | 3:48.86  | ER     | - (56.86)Mie Ø. Nielsen - (1:04.62)Rikke Møller Pedersen - (54.99)Jeanette Ottesen - (52.39)Pernille Blume  | Danmark         | 7. december 2014  | VM                      | Doha, Qatar       | [ 60 ]        |